# Conrad Electronic
Conrad Electronic – niemieckie przedsiębiorstwo specjalizujące się w sprzedaży wysyłkowej produktów elektronicznych. Założona zostało w 1923 roku w Berlinie przez Maxa Conrada i od początku jest prowadzonoe przez członków jego rodziny, obecnie już przez czwarte pokolenie.

## Historia
W 1923 roku Max Conrad założył specjalistyczny sklep, który oferował zupełnie nowy wówczas produkt – radio. Pod marką Radio Conrad, wprowadził na rynek innowacyjne urządzenia. W 1936 roku prowadzenie firmy przejął jego syn – Werner Conrad. W wieku 21 lat zainicjował sprzedaż telewizorów. Rok później wydał pierwszy, 16-stronicowy katalog produktów, a także opublikował pierwszą książkę na temat telewizji, zatytułowaną „Telewizja od A do Z”.
Po II wojnie światowej, w 1946 roku, siedziba zniszczonej wówczas firmy przeniosła się z Berlina do Hirschau. W 1951 roku otwarto pierwszy sklep z elektroniką, a trzy lata później, gdy do firmy dołączył syn Wernera Conrada, Klaus – uruchomiono sprzedaż wysyłkową w centrach dystrybucyjnych w Berchtesgaden, Berlinie, Düsseldorfie i Norymberdze.
W 1976 roku, po śmierci Wernera Conrada, Klaus Conrad przejął zarządzanie firmą i zmienił jej strategię biznesową. Odegrał on znaczącą rolę we wprowadzeniu systemu komputerowego do logistyki firmy. Dzięki jego staraniom, Conrad wyprzedził konkurencję, stając się najważniejszym pracodawcą w regionie i rozszerzając swoją sieć oddziałów na teren całych Niemiec. Już w 1977 roku wysyłano około 1000 przesyłek dziennie, a główny katalog firmy zawierał 500 stron z 30 000 produktów. Jedenaście lat później, w 1988 roku, Conrad rozszerzył swoją działalność poza rynki europejskie, otwierając pierwsze biuro w Hongkongu.
W 1993 roku do zarządu spółki dołączył syn Klausa Conrada, Werner Conrad. W tym czasie istniały już spółki zależne w wielu krajach europejskich. Aby zapewnić efektywność i płynność realizacji zamówień, w 1995 roku zdecydowano się na budowę centrum logistycznego w Wernberg. Dwa lata później, w 1997 roku, firma Conrad zaangażowała się w handel online. W tym czasie stronę internetową odwiedzało 500 osób tygodniowo.
Rok później firma skoncentrowała się na działalności B2B i z tej okazji wydała specjalny katalog. W 1999 roku otworzyła pierwszy supermarket Conrad w Austrii. Sukces ten był kontynuowany przez kolejne lata, co skutkowało otwarciem kolejnych supermarketów na terenach Niemiec oraz Szwajcarii. W roku 2004 obiekt logistyczny w Wernberg został rozbudowany, osiągając powierzchnię 92 903 m². Za swoje osiągnięcia firma w 2007 roku otrzymała nagrodę „Retailer of the Year” w Niemczech, a dwa lata później znalazła się na liście „Brand of the Century”.
W roku 2023 Conrad Holding zatrudniał globalnie ponad 2300 pracowników. W 2014 r. otwarto nowo wybudowane skrzydło magazynowe w Wernberg, zwiększając wydajność wysyłek do 40 000 dziennie. Cały kompleks ma około 100 000 m² powierzchni magazynowej, mieści około 42 000 palet i prawie 10-kilometrową taśmę magazynową.

## Conrad Electronic Polska
Oddział firmy Conrad Electronic w Polsce został założony w 2010 roku. Początkowo firma koncentrowała się na klientach indywidualnych, a obecnie skupia się na sprzedaży B2B (Business to Business). Portfolio oferowanych w Polsce produktów jest bogate i zróżnicowane, obejmując asortyment ponad 1 miliona pozycji. Conrad współpracuje z renomowanymi globalnymi markami, takimi jak Fluke, FLIR, Weller, HellermannTyton, Eaton, LAPP, EA Elektro Automatik, TDK-Lambda, Werma Signaltechnik, Microsoft, Philips, Samsung, Bosch, LG, Osram czy Canon. Firma oferuje także produkty pod własnymi markami, takimi jak Voltcraft, Toolcraft, Modelcraft, Reely, Conrad Energy, C-Control, Renkforce, Eurochron, Speaka. Dzięki tej różnorodności Conrad Electronic jest w stanie zaoferować kompleksowe rozwiązania, odpowiadające na różne potrzeby i oczekiwania klientów biznesowych.